# The Cars (альбом)
The Cars (с англ. — «Машины») — дебютный студийный альбом американской рок-группы The Cars, выпущенный 6 июня 1978 года на лейбле Elektra Records. Альбом был спродюсирован Роем Томасом Бейкером и породил несколько хитов, включая «Just What I Needed», «My Best Friend's Girl» и «Good Times Roll», а также другие радио- и кинохиты, такие как «Bye Bye Love» и «Moving in Stereo». The Cars достиг 18-го места в американском чарте альбомов Billboard 200 и был сертифицирован Американской ассоциацией звукозаписывающих компаний (RIAA) шестикратно платиновым.

## Об альбоме
Образованная в Бостоне в 1976 году, The Cars состояла из Рика Окасека, Бенджамина Орра, Эллиота Истона, Дэвида Робинсона и Грега Хоукса, каждый из которых на протяжении 1970-х годов выступал в составе различных групп. В начале 1977 года группа записала несколько демо, некоторые демо-версии песен — «Just What I Needed» и «My Best Friend's Girl» — часто проигрывались на бостонском радио диджеем Максанной Сартори и затем появились в готовом виде на The Cars, в то время как «Leave or Stay» и «Ta Ta Wayo Wayo» были выпущены позже на альбоме 1987 года Door to Door.
И Arista, и Elektra пытались подписать контракт с группой, но в конце концов была выбрана Elektra из-за отсутствия на ней артистов новой волны, что позволило группе выделиться больше, чем если бы они подписали контракт с Arista, ориентированной на новую волну. Робинсон сказал о выборе Elektra: «Здесь у них были Eagles и Джексон Браун, а также эта сумасшедшая бостонская группа, которая хотела черно-белый фотоколлаж на своей обложке».

## Обложка
Для обложки альбома снялась Наталия Медведева, модель российского происхождения, певица, писательница и журналистка.
В отличие от обложек следующих альбомов The Cars, которыми занимался барабанщик группы Дэвид Робинсон, обложку для дебютного альбома звукозаписывающая компания заказала фотографу Эллиоту Гилберту (англ. Elliot Gilbert). Однако обложка не очень понравилась участникам группы. В интервью, включённом в DVD The Cars Live (2000), Робинсон сказал: «Я подумал, что она была какая-то уж слишком прилизанная. Мне не понравились наши фотографии на обратной стороне». Он продолжил: «Я разработал совершенно другую обложку [для The Cars], дизайн которой обошёлся в 80 долларов. Я точно помню цену. Она была полностью закончена, но оказалась несколько причудливей того, что им требовалось, поэтому они изменили кое-что в ней из-за проблем с авторским правом и использовали её в качестве внутреннего конверта. Но я считаю, что [мой вариант] был гораздо ближе к тому, какими мы себя тогда представляли». Гитарист Эллиот Истон выразил неприязнь к «этому большому ухмыляющемуся лицу», сказав: «Чувак, я устал от этой обложки».
Эллиот Гилберт с этим был не согласен: «Что я могу сказать, у него есть право на свое мнение. […] У него были свои фотографии, и они были просто… Представьте себе, два человека валяют дурака на белом фоне — смеются, хмурят брови, плачут, душат друг друга. Все возможные вариации на чёрно-белой пленке 35 мм, в горизонтальном формате, который не соответствует квадратному формату виниловой пластинки. Чтобы это хоть как-то сработало, нужно было поместить несколько фотографий в ряд. Для полного счастья не хватало только какого-нибудь дерьмового графического шрифта в стиле Def Leppard. Честно говоря, я подумал: „Да вы, ребята, явно под кайфом!“ И когда остальная группа увидела тот вариант, который сейчас является обложкой альбома, они просто раскрыли рты, а барабанщику с его концепцией велели заткнуться. Мне не раз доводилось слышать, что многие обратили внимание на The Cars во многом из-за необычной обложки первого альбома. Я убеждён, что если бы они вышли с тем чёрно-белым коллажем, это была бы совсем другая история».

## Музыка и тексты
В музыкальном плане The Cars был описан как новая волна, пауэр-поп и синти-рок. На многих его треках было использовано большое количество технологий, поскольку группа высоко ценила новое оборудование. Робинсон сказал: «Мы всегда покупали последние новинки в музыкальных магазинах, даже если через два месяца они устареют. Доходило до того, что у меня было 10 или 12 ножных педалей, которые нужно было переключать во время короткого сета». Альбом также примечателен использованием фронтменом Окасеком иронии и сарказма. Клавишник Грег Хоукс сказал: «Там определенно была небольшая застенчивая ирония. Мы начинали, желая быть электрическими и прямолинейными рокерами, а потом всё это превратилось в нечто более артистичное».

## Выпуск
The Cars достиг 18-го места в Billboard 200 в марте 1979 года, проведя в чарте в общей сложности 139 недель. Пластинка также заняла четвёртое место в годовом чарте Billboard 200 за 1979 год.
С альбома были выпущены три сингла: «Just What I Needed» (27 место в США, 17 место в Великобритании), «My Best Friend's Girl» (35 место в США, номер три в Великобритании) и «Good Times Roll» (41 место в США), все из которых активно транслировались на радиостанциях AOR. Помимо синглов, треки «You’re All I’ve Got Tonight», «Bye Bye Love» и «Moving in Stereo» также стали фаворитами радиоэфиров.

## Приём
| Оценки критиков               | Оценки критиков |
| Источник                      | Оценка          |
| ----------------------------- | --------------- |
| AllMusic                      | [ 9 ]           |
| Encyclopedia of Popular Music | [ 15 ]          |
| Q                             | [ 16 ]          |
| Record Mirror                 | [ 17 ]          |
| Rolling Stone                 | [ 18 ]          |
| The Rolling Stone Album Guide | [ 19 ]          |
| Spin Alternative Record Guide | 8/10            |
| The Village Voice             | B+              |

Альбом был хорошо принят критикой. «Замечательные поп-песни», — заявил в своём обзоре 1978 года Кит Рахлис из Rolling Stone, добавив: «Лёгкие и в то же время эксцентричные, все они являются потенциальными хитами» и подытожив, что «альбом разваливается, став жертвой лакированного звучания продюсера Роя Томаса Бейкера и пристрастия группы к электронным эффектам». Роберт Кристгау из The Village Voice писал: «Рик Окасек пишет запоминающиеся, жестокие и бессердечные песни, смягчённые иронично-восторженными штрихами, исполнение напряжённое и жёсткое, и всё это замечательно звучит по радио. Но в отдельных местах продюсирование Роя Томаса Бейкера добавляет столько же, сколько и отнимает, и мы надеемся, что записи станут более сырыми».
В ретроспективном обзоре Грег Прато из AllMusic похвалил The Cars как «настоящий рок-шедевр» и заявил, что «благодаря безупречному исполнению, написанию песен и продюсированию все девять треков дебютного альбома The Cars являются классикой новой волны/рока всех времён». В 2000 году The Cars занял 384-е место в списке 1000 лучших альбомов всех времён от Колина Ларкина. Rolling Stone поставил The Cars на 282-е место в своём списке 2003 года «500 величайших альбомов всех времён», при обновлении списка в 2012 году рейтинг опустился до 284-го места, в обновлении 2020 года — до 353-го места.
Эллиот Истон сказал об альбоме: «Раньше мы шутили, что первый альбом должен был называться The Cars' Greatest Hits. Мы знали, что многие великие группы терпят неудачу. Но мы получали достаточно отзывов от людей, которых мы уважаем, чтобы знать, что мы находимся на правильном пути».

## Список композиций
Слова и музыка всех песен — Рик Окасек, кроме тех, где указано иное.
| №                   | Название                                                              | Основной вокал      | Длительность |
| ------------------- | --------------------------------------------------------------------- | ------------------- | ------------ |
| 1.                  | «Good Times Roll» (с англ. — «Наступают хорошие времена»)             | Окасек              | 3:44         |
| 2.                  | «My Best Friend's Girl» (с англ. — «Девушка моего лучшего друга»)     | Окасек              | 3:44         |
| 3.                  | «Just What I Needed» (с англ. — «Как раз то, что мне было нужно»)     | Бенджамин Орр       | 3:44         |
| 4.                  | «I'm in Touch with Your World» (с англ. — «Я на связи с твоим миром») | Окасек              | 3:31         |
| 5.                  | «Don’t Cha Stop» (с англ. — «Не останавливайся»)                      | Окасек              | 3:01         |
| Общая длительность: | Общая длительность:                                                   | Общая длительность: | 17:44        |

| №                   | Название                                                                              | Автор(ы)            | Основной вокал      | Длительность |
| ------------------- | ------------------------------------------------------------------------------------- | ------------------- | ------------------- | ------------ |
| 6.                  | «You’re All I’ve Got Tonight» (с англ. — «Ты — всё, что у меня есть сегодня вечером») |                     | Окасек              | 4:13         |
| 7.                  | «Bye Bye Love» (с англ. — «Прощай, прощай, любовь»)                                   |                     | Орр                 | 4:14         |
| 8.                  | «Moving in Stereo» (с англ. — «Двигаюсь в стерео»)                                    | Окасек, Грег Хоукс  | Орр                 | 4:46         |
| 9.                  | «All Mixed Up» (с англ. — «Всё смешалось»)                                            |                     | Орр                 | 4:14         |
| Общая длительность: | Общая длительность:                                                                   | Общая длительность: | Общая длительность: | 17:27        |

| №                   | Название                                                                      | Автор(ы)            | Основной вокал      | Длительность |
| ------------------- | ----------------------------------------------------------------------------- | ------------------- | ------------------- | ------------ |
| 1.                  | «Good Times Roll» (концерт в Paradise Rock Club, Бостон, 13 ноября 1978)      |                     | Окасек              | 3:39         |
| 2.                  | «My Best Friend's Girl» (демо)                                                |                     | Окасек              | 3:52         |
| 3.                  | «Just What I Needed» (демо)                                                   |                     | Орр                 | 3:27         |
| 4.                  | «I'm in Touch with Your World» (демо)                                         |                     | Окасек, Орр         | 3:28         |
| 5.                  | «Don’t Cha Stop» (демо)                                                       |                     | Окасек              | 3:19         |
| 6.                  | «You’re All I’ve Got Tonight» (демо)                                          |                     | Окасек              | 4:05         |
| 7.                  | «Bye Bye Love» (демо)                                                         |                     | Орр                 | 4:07         |
| 8.                  | «Moving in Stereo» (демо)                                                     | Окасек, Хоукс       | Окасек              | 5:02         |
| 9.                  | «All Mixed Up» (демо)                                                         |                     | Окасек              | 4:50         |
| 10.                 | «They Won't See You» (с англ. — «Они тебя не увидят», демо)                   |                     | Окасек              | 3:56         |
| 11.                 | «Take What You Want» (с англ. — «Бери то, что хочешь», демо)                  |                     | Окасек              | 6:04         |
| 12.                 | «Wake Me Up» (с англ. — «Разбуди меня», демо)                                 |                     | Орр                 | 3:52         |
| 13.                 | «You Just Can't Push Me» (с англ. — «Ты просто не можешь толкать меня», демо) |                     | Орр                 | 3:27         |
| 14.                 | «Hotel Queenie» (с англ. — «Отель Queenie», демо)                             |                     | Окасек              | 3:08         |
| Общая длительность: | Общая длительность:                                                           | Общая длительность: | Общая длительность: | 56:16        |

## Участники записи
Взято из примечаний на обложке альбома The Cars.

### The Cars
- Рик Окасек — вокал, ритм-гитара
- Бенджамин Орр — вокал, бас-гитара
- Эллиот Истон — соло-гитара, бэк-вокал
- Дэвид Робинсон — ударные, перкуссия, Syndrum[англ.], бэк-вокал
- Грег Хоукс — клавишные, перкуссия, саксофон (на «All Mixed Up»), бэк-вокал

### Производство
- Рой Томас Бейкер — продюсер
- Джефф Уоркман[англ.] — звукорежиссёр
- Найджел Уокер — второй звукорежиссёр
- Джордж Марино — мастеринг на студии Sterling Sound (Нью-Йорк)

### Оформление
- Рон Коро — арт-директор
- Джонни Ли — дизайн
- Эллиот Гилберт — фотография

## Чарты
| Чарт (1978–1979)                      | Наивысшая позиция |
| ------------------------------------- | ----------------- |
| Australian Albums (Kent Music Report) | 35                |
| Канада (RPM Top Albums/CDs)           | 50                |
| Новая Зеландия (RMNZ)                 | 5                 |
| Великобритания (UK Albums Chart)      | 29                |
| США (Billboard 200)                   | 18                |

| Чарт (1979)               | Позиция |
| ------------------------- | ------- |
| New Zealand Albums (RMNZ) | 5       |
| US Billboard 200          | 4       |

| Чарт (1980)      | Позиция |
| ---------------- | ------- |
| US Billboard 200 | 48      |

## Сертификации
| Регион                                                      | Сертификация  | Продажи    |
| ----------------------------------------------------------- | ------------- | ---------- |
| Австралия (ARIA)                                            | 2× Платиновый | 140 000^   |
| Канада (Music Canada)                                       | 2× Платиновый | 200 000^   |
| Новая Зеландия (RMNZ)                                       | Платиновый    | 15 000^    |
| Великобритания (BPI)                                        | Серебряный    | 60 000^    |
| США (RIAA)                                                  | 6× Платиновый | 6 000 000^ |
| ^ Данные о тиражах приведены только на основе сертификации. |               |            |